# Йорген Бреке
Йорген Бреке (на норвежки: Jørgen Brekke) е норвежки журналист, литературен критик и писател на произведения в жанра трилър, криминален роман и научна фантастика.

## Биография и творчество
Йорген Бреке е роден на 26 април 1968 г. в Хутен, Норвегия. Отраства в родния си град. Учи в Норвежкия университет за наука и технологии в Тронхайм. След дипломирането си работи известно време като учител. После работи като журналист на свободна практика и пише литературна критика.
Първият му роман „Където злото властва“ от поредицата „Уд Сингсакер“ е издаден през 2011 г. Две убийства са извършени по един и същи жесток и садистичен начин. Жертвите са директорът на музея на Едгар Алан По в Ричмънд, Вирджиния, и главната библиотекарка на библиотека „Гюнерус“ в Тронхайм, съхраняваща уникални ръкописи в сейфа си. Убийствата срещат полицейският инспектор от Тронхайм Уд Сингсакер и детективът от отдел „Убийства“ в Ричмънд – Фелиша Стоун. И двете престъпления се оказват свързани с ръкописната „Книга на Юханес“ от 16 век, пергаментов ръкопис написан върху парчета човешка кожа, върху която един средновековен убиец е записал изповедта си. В книгата се преплитат минало и настояще, мистерии и изненади, а събитията или героите често не са такива, каквито изглеждат. Романът бързо става национален и международен бестселър и печели наградите „Норли 2011“ и „Мориц Хансен – Нова кръв“ за най-добър дебютен криминален роман.
През 2016 г. е издаден първият му роман „Академията“ (Akademiet) от юношеската фантастична поредица „Мисия Марс“. Главната героиня, Себе от Норвегия, кандидатства за групата от 12 петнадесетгодишни деца, които ще бъдат избрани за известната космическа академия „Марс“ в Холандия. Но до избора има различни изпитания, а в академията има шпионин на могъщата Източна империя.
Йорген Бреке живее със семейството си в Тронхайм.

## Произведения

### Серия „Уд Сингсакер“ (Odd Singsaker)
1. Nådens omkrets (2011)
Където злото властва, изд. „Светлана Янчева – Изида“ (2015), прев. Калина Димитрова
2. Drømmeløs (2012)
Заспивай сладък сън, изд. „Светлана Янчева – Изида“ (2015), прев. Ростислав Петров
3. Menneskets natur (2013)
4. Doktor Fredrikis kabinett (2014)
5. Paradisplaneten (2016)
Братството на шлема, изд. „Светлана Янчева – Изида“ (2022), прев. Ива Н. Николова
6. Avgrunnsblikk (2017)
Погледът на пропастта, изд. „Светлана Янчева – Изида“ (2022), прев. Евгения Кръстева
7. Alle kan drepe (2018)
8. Menneskehunger (2019)

### Серия „Мисия Марс“ (Oppdrag Mars)
1. Akademiet (2016)
2. Reisen (2017)
3. Planeten (2018)